# Roger Moore
Sir Roger George Moore, KBG, angleški filmski in televizijski igralec, * 14. oktober 1927, Stockwell, London, Anglija, Združeno kraljestvo, † 23. maj 2017, Švica.
Najbolje je bil prepoznaven po svoji vlogi Jamesa Bonda v originalnih filmih o slednjem, ki jo je igral med letoma 1973 in 1985. Pred tem je med letoma 1962 in 1969 igral Simona Templarja v televizijski seriji The Saint in med letoma 1960 in 1961 Beauja Mavericka v seriji Maverick.

## Zgodnje življenje
Roger George Moore se je rodil v Stockwell, Londonu, Anglija, Združeno kraljestvo kot edini otrok policista Georgea Alfreda Moorea in gospodinje Lillian »Lily« Moore (roj. Pope). Hodil je na osnovno šolo Battersea, a so ga med 2. svetovno vojno evakuirali v Holsworthy, Devon. Kasneje se je pričel šolati na osnovni šoli dr. Challonerja v Amershamu, Buckinghamshire. Nato je odšel na kolidž Venerable Bede na univerzi Durham, vendar ni nikoli diplomiral. Pri osemnajstih, kmalu po koncu druge svetovne vojne, so ga vpoklicali v vojsko. Začel je kot oficir in nazadnje postal stotnik. Nato je služil kraljevi vojski v Zahodni Nemčiji. Kasneje so ga premestili na oddelek zabavo, kjer je delal z umetniki, kot je Spike Milligan in tik preden je odšel na služenje v Zahodno Nemčijo, se je za kratek čas šolal na kraljevi akademiji dramske umetnosti, za obiskovanje katere mu je šolnino plačal režiser Brian Desmond Hurst, ki ga je uporabil za statista v svojem filmu Trottie True, kjer je zaigral poleg svoje bodoče soigralke iz filmov James Bond, Lois Maxwell, ki je v teh filmih zaigrala gospodično Moneypenny. V svojih prvih filmih se je pojavil že v štiridesetih, večinoma kot statist. Njegov junak je bil v tistem času Stewart Granger. Pri sedemnajstih se je pojavil kot statist v filmu Cezar in Kleopatra, kjer je svojega idola končno spoznal tudi na snemanju. Kasneje je s Stewartom Grangerjem zaigral tudi v filmu Divje gosi.

## Kariera

### Zgodnje delo (1945–1961)
V zgodnjih petdesetih je Roger Moore delal kot fotomodel in se pojavil v raznih oglasih, kjer je nosil razne pletenine (in si s tem prislužil vzdevek »Veliki pletenec«) in se pojavil v mnogih reklamah za zobne paste, za kar mnogi kritiki menijo, da je pripomoglo k njegovemu hitrejšemu uspehu. Na televiziji se je prvič pojavil 27. maja 1950 v epizodi oddaje Drawing Room Detective. Oddajo je vodil BBC-jev veteran Leslie Mitchell, ki je občinstvo pozival k temu, da med oddajo ugibajo in opazujejo namige k razrešitvi zločina, ki se pripeti na začetku vsake oddaje. V oddaji sta redno igrala Alec Ross (prvi mož Sheile Hancock) in Michael Ripper.
Čeprav je Roger Moore v petdesetih podpisal pogodbo s podjetjem MGM, filmi, ki jih je v tistem času posnel, niso poželi veliko uspeha in sam je kasneje dejal: »V sodelovanju s podjetjem MGM, je bil RGM [Roger George Moore] ČZN [čisto zanič].« Imel je stransko vlogo v filmu The Miracle (1959), filmski različici gledališke igre Das Mirakel, ki jo je produciralo podjetje Warner Bros.; vlogo je dobil šele potem, ko jo je zavrnil Dirk Bogarde.
Nazadnje je Roger Moore zaslovel predvsem s svojimi pojavi na televiziji. Zaigral je glavno vlogo v televizijski seriji Ivanhoe, komični upodobitvi romantičnih romanov sira Walterja Scotta, ter v seriji The Alaskans. Poleg tega je zaigral Beauja Mavericka, bratranca z angleškim naglasom uspešnih hazarderjev Breta Mavericka (James Garner) in Barta Mavericka (Jack Kelly) v televizijski seriji Maverick.

### The Saint(1962–1970)
Roger Moore je povsod po svetu zaslovel šele, ko ga je Lew Grade izbral za igranje Simona Templarja v novejši upodobitvi romanov Leslieja Charterisa, seriji The Saint. V nekem intervjuju leta 1963 je dejal, da si želi kupiti avtorske pravice za like Leslieja Charterisa in iz njih napraviti blagovno znamko. Dejal je tudi, da so njegovo vlogo v seriji najprej nameravali dati Seanu Conneryju, ki pa jo je zavrnil. Serijo so sicer snemali v Veliki Britaniji, vendar je pritegnila tudi veliko ameriškega občinstva in zaradi njenega uspeha tamkaj (in v drugih državah) je Roger Moore postal zelo znan in spomladi leta 1967 dosegel vrhunec svoje slave, ko je postal eden od najslavnejših igralcev na svetu. Znan je postal tudi po svojem očarljivem in elegantnem slogu, ki ga je obdržal tudi po tem, ko je zaslovel z vlogo Jamesa Bonda. Kasneje je Roger Moore režiral mnogo epizod serije The Saint, ki so jo leta 1967 pričeli izdajati tudi v barvni verziji.
Serija The Saint je trajala šest sezon in s 118 epizodami poleg serije The Avengers postala najdlje predvajana serija tega žanra na britanski televiziji. Kakorkoli že, ker se je Roger Moore naveličal vloge, je ustvarjalcem serije dal vedeti, da si vloge ne želi igrati več. Takoj po koncu serije je posnel dva filma: Crossplot, enostaven vohunski film, in bolj kompliciran film The Man Who Haunted Himself (1970). S filmom, ki ga je režiral Basil Dearden, je Roger Moore dobil priložnost za igranje bolj raznolike vloge kot je bila vloga Simona Templarja, a odziv kritikov na njegov nastop v tem filmu je bil bolj mlačen, film pa tudi sam komercialno ni požel veliko uspeha. Kljub prvim ocenam filma The Man Who Haunted Himself se slednjega dandanes obravnava kot zelo podcenjen film, oboževalci Rogerja Moorea pa imajo njegov nastop v tem filmu za enega od najboljših.

### The Persuaders!(1971–1972)
Roger Moore se je kasneje vrnil na televizijo in poleg Tonyja Curtisa zaigral v kultni televizijski seriji The Persuaders!. Serija je govorila o dveh multimilionarjih in njunih pustolovščinah pri potovanju po Evropi. Za to serijo so mu plačali 1 milijon £ na sezono, kar je bila za tiste čase nezaslišana vsota na sezono. Kakorkoli že, Lew Grade je kasneje v svoji avtobiografiji dejal, da se Roger Moore in Tony Curtis »nista razumela preveč dobro«. Tony Curtis naj namreč ne bi želel na snemanju preživeti več časa kot nujno potrebno, medtem ko je bil Roger Moore vedno pripravljen delati nadure.
Po podatkih z DVD-ja naj ne Roger Moore ne Robert S. Baker, producent, ne bi imela z Lewom Gradeom veliko stikov, razen stiska roke. Štiriindvajset epizod serije naj bi producirala brez pisnega potrdila, da ju bodo za njuno delo kdaj plačali.
Serija v Združenih državah Amerike, kjer so jo predvajali na kanalu ABC, ni požela veliko uspeha, vendar je bila precej uspešna v Evropi in Avstraliji. V Nemčiji, kjer so jo predvajali pod imenom Die Zwei, je serija postala velika uspešnica, čeprav so zaradi sinhronizacije povzeli le delček originalnega scenarija. Tudi v Združenem kraljestvu je serija postala precej popularna. Premierno se je predvajala na kanalu ITV. Kljub njenemu uspehu pa jo je po ocenah in številu ponovitev prekosila serija Monty Python's Flying Circus s kanala BBC 1. Ko je leta 1995 kanal Channel 4 predvajal ponovitve serij The Avengers in The Persuaders!, so se večinoma vsi kritiki strinjali, da se je prva z leti še izboljšala, druga pa ne. Obeh serij takrat na britanski televiziji niso predvajali že več let. Serije od takrat niso predvajali na nobenem od pomembnejših britanskih kanalov.
Od takrat je serija The Persuaders! požela nekaj uspeha z izidi DVD-jev, »sovražnika« Roger Moore in Tony Curtis pa sta se ob več priložnostih ponovno srečala in v zadnjih časih izdala več komentarjev o snemanju serije. V Franciji, kjer so serijo, izdano pod imenom Amicalement Vôtre, izdali tudi na DVD-ju, so te izide promovirali tudi z raznimi članki v revijah.

### James Bond (1973–1985)
Zaradi njegovega uspeha na televiziji, posebej v zelo dolgo trajajoči televizijski seriji The Saint, Roger Moore precej časa ni bil na voljo za snemanje filmov o Jamesu Bondu. Pri seriji The Saint ni deloval le kot igralec, temveč tudi kot producent in režiser, sodeloval pa je tudi pri ustvarjanju serije The Persuaders! V svoji biografiji My Word Is My Bond (2008) je na strani 172 iskreno razložil, da mu vloge v filmu Dr. No niso ponudili in da se mu niti ni zdelo, da so o njem razmišljali kot o možnem igralcu, ki bi upodobil Jamesa Bonda. Šele ko je Sean Connery oznanil, da vloge ne bo več upodabljal, se je pričel zavedati, da obstaja možnost, da mu vlogo ponudijo, a ko so oznanili, da bo Jamesa Bonda upodobil George Lazenby in nato spet Sean Connery, se je sprijaznil s tem, da vloge v nobenem primeru ne bo dobil. O vlogi ni več razmišljal vse dokler Sean Connery ni oznanil, da Jamesa Bonda ne bo upodobil nikdar več. Takrat so mu vlogo dejansko tudi ponudili in avgusta 1972 jo je sprejel. V svoji avtobiografiji je napisal, da se je moral za vlogo postriči in shujšati in da čeprav je to obžaloval, so mu ravno zaradi tega dodelili glavno vlogo v filmu Živi in pusti umreti.
Jamesa Bonda je Roger Moore upodobil v filmih Živi in pusti umreti (1973), Mož z zlato pištolo (1974), Vohun, ki me je ljubil (1977), Moonraker (1979), Samo za tvoje oči (1981), Octopussy (1983) in Od tarče do smrti (1985). Z dvanajstimi leti (od prvega filma 1973 do njegove upokojitve leta 1985) je igralec, ki je Jamesa Bonda upodabljal najdlje časa in v tem času posnel sedem filmov zapored. Je tudi najstarejši igralec, ki je upodobil Bonda; prvi film je posnel pri petinštiridesetih, ko pa so 3. decembra 1985 oznanili njegovo upokojitev, je bil star oseminpetdeset let.
Jamesa Bonda so v tem času upodabljali drugače, saj so se časi spremenili in scenarij so spremenili. Scenarije so pisali pisatelji, kot je George MacDonald Fraser, agenta 007 pa so, ker so ga želeli modernizirati, upodobili kot zrelega in vedno zmagovitega plejboja, ki svoje nasprotnike, kadar mora, vedno ukani ali zavede.
Leta 2004 je Roger Moore prejel največ, 62 %, glasov za »najboljšega Bonda« v vprašalniku, ki ga je objavila ameriška filmska akademija. Leta 2008, ko so vprašalnik ponovili, je ponovno zmagal.
V času snemanja filmov o Jamesu Bondu je zaigral še v trinajstih nepovezanih filmih, kot sta triler Gold in akcijski film Divje gosi, poleg tega pa se je za kratek čas pojavil v filmu Rožnati panter, kjer je pod imenom »Turk Thrust II« zaigral glavnega inšpektorja Clouseauja. Kakorkoli že, večina teh filmov kritično ni bila najuspešnejših. Javnost, posebej borci proti apartheidu, je Rogerja Moorea zelo kritizirala, ker je v sedemdesetih pod apartheidskim režimom v Južni Afriki posnel tri filme.

### Kariera po Jamesu Bondu (1985 - danes)
Večino svojega časa po snemanju filmov o Jamesu Bondu je Roger Moore posvetil svojemu delu z Unicefom Leta 1990 se je pojavil v televizijski seriji Michaela Feeneyja Callana, My Riviera, leta 1991 pa v Bed and Breakfast. Nato je njegova igralska kariera pričela zamirati. Njegov prijatelj Michael Caine, s katerim je zaigral v neuspešnem filmu Bullseye! (1990), je dejal: »Sedaj ne more več dobiti službe!« Pri štiriinsedemdesetih je zaigral zanj dokaj neznačilno vlogo razposajenega homoseksualca v filmu Boat Trip (2002).
Satirična televizijska serija Spitting Image je v enem od svojih skečev v preteklosti izpostavila podobnost Rogerja Moorea z lateksom, saj naj bi, ko ga producenti njegovih filmov prosijo, naj izrazi svoja čustva, a ne pred kamerami, le privzdigne obrv. Igralec sam je dejal, da se mu je skeč zdel smešen in da ga ni užalil. Vedno pa je priznaval, da je skeč deloma tudi resničen, saj naj bi »kot James Bond uporabljal le tri različne izraze: privzdignjeno desno obrv, privzdignjeno levo obrv in obe obrvi namrščeni skupaj, kadar se prepira z Jawsom.« Serija Spitting Image je skeč upodabljala še naprej in nazadnje oblikovala posebno parodijo na filmsko franšizo o Jamesu Bondu, naslovljeno The Man with the Wooden Delivery (Mož z leseno pošiljko), kjer je lutka Rogerja Moorea prejemala ukaze Margaret Thatcher, ki mu je naročila, naj ubije Mikhaila Gorbacheva. Iz njegovega načina igranja so se norčevali še večkrat; Rory Bremner je nekoč poročal, da je potem, ko je izvedel eno od tovrstnih parodij, prejel grozilno pismo s strani njegovega razdraženega oboževalca.
Aprila 2009 je Roger Moore v članku za revijo The Sunday Telegraph uradno potrdil, da se je od igralstva dokončno upokojil. V reklami za poletne londonske olimpijske igre 2012 je ponovno nastopil kot James Bond. V oglasih se je pojavila tudi Samantha Bond, ki je v času, ko je Jamesa Bonda igral Pierce Brosnan, upodabljala gospodično Moneypenny. Še vedno pogosto sodeluje na pogovornih oddajah, večinoma v sklopu promocije raznih Unicefovih kampanij.
Leta 2009 se je pojavil v oglasu za podjetje Post Office Ltd.
V BBC1-jevi božični specijalki oddaje Victorie Wood je zaigral skrivnega agenta. Vse prizore, v katerih se je pojavil, so posneli v London Eyeju, naloga njegovega lika pa je bila likvidacija nekega drugega agenta, ki je bil zelo podoben Pierceu Brosnanu.
Leta 2012 je Roger Moore pričel nastopati v britanski gledališki igri Evenings With.

## Humanitarno delo
Rogerja Moorea je med snemanjem njegovega šestega filma o Jamesu Bondu v Indiji, Octopussy šokirala revnost, ki jo je videl tamkaj. Njegova prijateljica Audrey Hepburn ga je navdušila s svojim delom za UNICEF in tudi sam je leta 1991 postal Unicefov ambasador dobre volje. Za Unicefovo risanko The Fly Who Loved Me (Muha, ki me je imela rada) je svoj glas posodil liku Božička.
Roger Moore je z organizacijo aktivistov za pravice živali PETA sodeloval pri protestih proti izdelavi in prodaji jedi foie gras. Pripovedoval je tudi besedilo v promocijskem posnetku za kampanjo. Njegova vztrajnost in dejstvo, da je večkrat javno zagovarjal svoje stališče s tega področja, da bi se jed foie gras moralo prepovedati, je vodilo k temu, da so trgovine podjetja Selfridges jed foie gras prenehale prodajati.

## Zasebno življenje
Roger Moore je svojo prvo ženo Doorn Van Steyn zapustil zaradi trinajst let starejše pevke Dorothy Squires, ki je bila v tistem času veliko bolj slavna kot on. Za kratek čas sta skupaj živela v Dafenu, Llanelli, Južni Wales. Leta 1961 je med snemanjem v Italiji zapustil Dorothy Squires (ki ga je kasneje tožila za preživnino) zaradi italijanske igralke Luise Mattioli. Z Luiso Mattioli je živel vse do začetka njunega zakona leta 1969, ko se je končno ločil od Dorothy Squires. V tem zakonu so se mu rodili hčerka in dva sinova. Leta 1993 sta se nepričakovano ločila in Roger Moore se je kasneje poročil z dansko-švedsko multimilijonarko Kristino »Kiki« Tholstrup.
Njegova hčerka Deborah Moore je zaigrala glavno inšpektorko Hannah Bernstein v dveh filmih, ki so temeljili na romanih Jacka Higginsa o Seanu Dillonu, kasneje pa se je kot stevardesa pojavila v filmu Umri kdaj drugič. Njegov starejši sin, Geoffrey Moore, je igralec, ki je imel včasih v lasti restavracijo v Londonu in poleg svojega očeta zaigral v filmu Sherlock Holmes v New Yorku, kjer je igral Holmesovega sina, za katerega nikoli ni vedel, da ga ima. Njegov mlajši sin, Christian Moore, je filmski producent.
V času, ko je zaslovel s serijo The Saint, je za kratek čas živel v Royal Tunbridge Wellsu, Kent, nato pa se je preselil v Surrey ter se nazadnje ustalil v Hollywoodu. V šestdesetih je živel v Gordon Avenue, Stanmore, Middlesex, zelo blizu studijev Elstree, v sedemdesetih pa v Denhamu, Buckinghamshire, blizu studijev Pinewood. Med snemanjem filma Vohun, ki me je ljubil, mu je »antagonist« v filmu, Curt Jürgens, ponudil, da bi nekaj časa preživel na njegovem domu v Gstaadu, Švica, kjer je Roger Moore pogosto smučal. Ko se je poročil s Kiki Tholstrup, je posvojil rutino preživljanja zim v Crans-Montani, Valais (Švica), poletij pa v njunem stanovanju v Monaku. Po petnajstih letih v Gstaadu se je ustalil v Crans-Montani, Valais.
Leta 1994 so mu diagnosticirali raka na prostati in po operaciji, s katero so mu ga odstranili, je dobro okreval. Leta 2006 so mu potem, ko se je na odru v New Yorku zrušil, so mu vstavili še spodbujevalnik srca.
Roger Moore je več let podpiral britansko konzervativno stranko in je sodeloval pri njihovi kampanji za splošne volitve leta 2001. Leta 2011 je podprl konzervativnega podpredsednika Davida Camerona in njegovo politiko v zvezi z Evropsko unijo: »Mislim, da ravna naravnost prečudovito, čeprav mu nasprotujejo celo nekateri člani njegove lastne stranke. Izdajalci, bi jim rekel jaz. Mislim na vsakega člana konzervativne stranke, ki govori proti njihovemu voditelju. Svojega vodjo moramo podpirati.«

## Kraljevski krogi
Roger Moore je prijateljeval z nekaterimi člani danske kraljeve družine; princ Joachim in njegova takratna žena, grofica Alexandra frederiksborgška, sta ga skupaj z njegovo ženo Kiki povabila na krst njunega mlajšega sina, princa Felix.
24. maja 2008 sta z ženo Kiki obiskala poroko princa Joachima in njegove francoske zaročenke Marie Cavallier. Je tudi prijatelj švedskega kralja Carla XVI Gustafa.
1. in 2. julija sta se z ženo udeležila poroke monaškega princa Alberta in Charlene Wittstock.

## Priznanja
Leta 1999 je Roger Moore prejel naziv poveljnika reda britanskega imperija, 14. junija 2003 pa je napredoval v viteza poveljnika. Viteštvo si je prislužil zaradi velikega sodelovanja z dobrodelnimi organizacijami, čemur je takrat že več kot desetletje posvečal vse svoje javno življenje. Roger Moore je dejal, da mu je naziv »pomenil še toliko več, ker si ga nisem prislužil z igranjem … Bil sem ponosen, ker sem ga sprejel za UNICEF in njegovo delo, pri katerem sem sodeloval že toliko let.«
11. oktobra 2006, tri dneve pred njegovim osemdesetim rojstnim dnem, je Roger Moore za svoje delo v filmski in televizijski industriji dobil lastno zvezdo na Hollywood Walk of Fame. Podelitve so se udeležili njegova družina, prijatelji ter Richard Kiel, njegov soigralec iz filmov Vohun, ki me je ljubil in Moonraker. Njegova zvezda je 2.350. zvezda na Hollywood Walk of Fame in se nahaja na 7007 Hollywood Boulevard.
Leta 2008 je prejel naziv poveljnika francoskega Ordre des Arts et des Lettres.

## Nagrade
Za njegovo humanitarno delo
- 2008: Dag Hammarskjöld Award (nagrada Združenih narodov)
- 2005: Unicefova nagrada Audrey Hepburn za humanitarno delo
- 2003: nemški križ za služenje vladi: za njegovo borbo proti trgovini z otroki skupaj z Unicefom
- 2003: vitez poveljnik reda britanskega imperija
- 1999: poveljnik reda britanskega imperija (CBE)

Nagrade za življenjske dosežke
- 2008: poveljnik Order of Arts and Letters (Francija)
- 2007: zvezda na Hollywood Walk of Fame
- 2004: TELEKAMERA (poljska nagrada za življenjske dosežke)
- 2002: televizijski festival v Monte Carlu (nagrada za življenjske dosežke)
- 2001: nagrada za življenjske dosežke (Jamajski filmski festival)
- 1997: filmski festival Palm Springs, ZDA, nagrada za življenjske dosežke
- 1995: TELE GATTO (nagrada italijanske televizije za življenjske dosežke)
- 1991: zlata kamera (nagrada za življenjske dosežke)
- 1990: Bambi Awards (nagrada za življenjske dosežke nemške revije BUNTE)

Za njegovo igralsko kariero
- 1981: Otto Awards (najpopularnejši filmski zvezdnik; podeljuje nemška revija BRAVO)
- 1980: Saturn Award (najpopularnejša mednarodna slavna osebnost)
- 1980: zlati globus: najljubši moški filmski igralec
- 1973: Bambi Award (skupaj s Tonyjem Curtisom za The Persuaders; podeljuje nemška revija BUNTE)
- 1973: najboljši televizijski igralec, nagrada francoske revije TELE-7-JOURS; skupaj s Tonyjem Curtisom za The Persuaders
- 1967: Ondas Award (nagrada španske televizije za The Saint)
- 1967: Otto Awards (najpopularnejši televizijski zvezdnik za The Saint; podeljuje nemška revija BRAVO)

## Knjige
Roger Moore je na podlagi svojih dnevnikov s tistega časa napisal knjigo o snemanju filma Živi in pusti umreti. Knjigo z naslovom Roger Moore as James Bond: Roger Moore's Own Account of Filming Live and Let Die so leta 1973 objavili v Londonu. Za knjigo se je zahvalil tudi Seanu Conneryju, s katerim je prijateljeval že več let: »Posebej bi se rad zahvalil tudi Seanu Conneryju - brez katerega to ne bi bilo mogoče.«
Njegovo avtobiografijo My Word is My Bond (ISBN 0-06-167388-9) je novembra 2008 objavila založba Collins. V Združenem kraljestvu je knjigo 2. oktobra 2008 izdala založba Michael O'Mara Books Ltd. (ISBN 978-1-84317-318-2).
Oktobra 2012 je ob petdeseti obletnici od izida prvega filma o Jamesu Bondu izdal knjigo z naslovom Bond On Bond, ki je ob spremljavi fotografij temeljila o njegovih njegovih mislih, spominih in anekdotah iz ustvarjanja teh filmov.

## Filmografija
| Leto | Naslov                              | Vloga                                  |
| ---- | ----------------------------------- | -------------------------------------- |
| 1945 | Perfect Strangers                   | Soldier                                |
| 1945 | Cezar in Kleopatra                  | Rimski vojak                           |
| 1946 | Gaiety George                       | Član občinstva                         |
| 1946 | Piccadilly Incident                 | Gost pri Pearsonovi mizi               |
| 1949 | Trottie True                        | Johnny                                 |
| 1951 | One Wild Oat                        |                                        |
| 1953 | Robert Montgomery Presents          | Francoski diplomat                     |
| 1954 | The Last Time I Saw Paris           | Paul                                   |
| 1955 | Interrupted Melody                  | Cyril Lawrence                         |
| 1955 | The King's Thief                    | Jack                                   |
| 1956 | Diane                               | Princ Henrik (kasneje kralj Henrik II) |
| 1956 | Ford Star Jubilee                   | Billy Mitchell                         |
| 1956 | Goodyear Television Playhouse       | Patrick Simmons                        |
| 1957 | Matinee Theater                     | Škot/Randolph Churchill                |
| 1958 | Ivanhoe                             | Ivanhoe                                |
| 1959 | The Third Man                       | Jimmy Simms                            |
| 1959 | Alfred Hitchcock Presents           | Inšpektor Benson                       |
| 1959 | The Miracle                         | Stotnik Michael Stuart                 |
| 1959 | The Alaskans                        | Silky Harris                           |
| 1959 | Maverick                            | Beau Maverick                          |
| 1961 | Greh Rachel Cade                    | Paul Wilton                            |
| 1961 | Gold of the Seven Saints            | Shaun Garrett                          |
| 1961 | The Roaring 20s                     | 14 Karat John                          |
| 1962 | Romulus and the Sabines             | Romulus                                |
| 1962 | No Man's Land                       | Enzo Prati                             |
| 1962 | The Saint                           | Simon Templar                          |
| 1968 | The Fiction Makers                  | Simon Templar                          |
| 1968 | Vendetta for the Saint              | Simon Templar                          |
| 1969 | Crossplot                           | Gary Fenn                              |
| 1970 | The Man Who Haunted Himself         | Harold Pelham                          |
| 1971 | The Persuaders!                     | Lord Brett Sinclair                    |
| 1973 | Živi in pusti umreti                | James Bond                             |
| 1974 | Gold                                | Rod Slater                             |
| 1974 | Mož z zlato pištolo                 | James Bond                             |
| 1975 | That Lucky Touch                    | Michael Scott                          |
| 1976 | Street People                       | Ulysses                                |
| 1976 | Shout at the Devil                  | Sebastian Oldsmith                     |
| 1977 | Sherlock Holmes v New Yorku         | Sherlock Holmes                        |
| 1977 | Vohun, ki me je ljubil              | James Bond                             |
| 1978 | Divje gosi                          | Poročnik Shaun Fynn                    |
| 1979 | Escape to Athena                    | Major Otto Hecht                       |
| 1979 | Moonraker                           | James Bond                             |
| 1980 | North Sea Hijack                    | Rufus Excalibur ffolkes                |
| 1980 | The Sea Wolves                      | Captain Gavin Stewart                  |
| 1980 | Sunday Lovers                       | Harry Lindon                           |
| 1981 | The Cannonball Run                  | Seymour Goldfarb kot Roger Moore       |
| 1981 | Samo za tvoje oči                   | James Bond                             |
| 1983 | Octopussy                           | James Bond                             |
| 1983 | Rožnati panter                      | Glavni inšpektor Jacques Clouseau      |
| 1984 | The Naked Face                      | Dr. Judd Stevens                       |
| 1985 | Od tarče do smrti                   | James Bond                             |
| 1989 | Fire, Ice and Dynamite              | Sir George Windsor                     |
| 1990 | Bullseye!                           | Sir John Bevistock                     |
| 1992 | Bed & Breakfast                     | Adam                                   |
| 1995 | The Man Who Wouldn't Die            | Thomas Grace                           |
| 1996 | The Quest                           | Lord Edgar Dobbs                       |
| 1997 | The Saint                           | Glas na radiu                          |
| 1997 | Spice World                         | Šef                                    |
| 1999 | The Dream Team                      | Desmond Heath                          |
| 2000 | The Secret KGB UFO Abduction Files  | On                                     |
| 2001 | The Enemy                           | Supt. Robert Ogilvie                   |
| 2002 | Alias                               | Edward Poole                           |
| 2002 | Boat Trip                           | Lloyd Faversham                        |
| 2004 | The Fly Who Loved Me                | Božiček                                |
| 2010 | Mačke in psi: Maščevanje gospe Muce | Tab Lazenby                            |
| 2011 | A Princess for Christmas            | Edward, vojvoda castleburski           |